# Isla de Zhongshan
La isla de Zhongshan (en chino, 中山島; pinyin, Zhōngshān dǎo), también llamada  ila Macau o isla Aomen, es el nombre que en ocasiones se utiliza para referirse a un pedazo de tierra situado en la orilla oeste del delta del río Perla en la provincia de Cantón, en China. Esta área está separada del continente por un estrecho canal, y tiene una población de aproximadamente 2.300.000 personas. La parte continental de la Región Administrativa Especial de Macao se encuentra en el extremo sur de la isla. El resto de la isla (y más del 70% de la población) es parte de las ciudades de Zhuhai y Zhongshan.
El área es conocida como una isla por algunas fuentes, tales como la Enciclopedia Columbia. Sin embargo, este término no es de uso general, y fuentes tales como los gobiernos de Macao y Zhuhai no se refieren a la zona como una isla.